# گراسری اوتلت
گراسری اوتلت (انگلیسی: Grocery Outlet) شرکت خرده‌فروشی آمریکایی است، که در سال ۱۹۴۶ تأسیس شد.